# Tentativa de crime
Tentativa de crime é a execução do conjunto de atos necessários para constituí-lo que, embora suficientes, não produzam o resultado esperado por motivos alheios à vontade do agente. Ou seja: é a execução, não intencionalmente falha, de todos os atos suficientes ao cometimento do crime.
Segundo o código penal brasileiro, em seu artigo 14, diz-se do crime:
"II - tentado, quando, iniciada a execução, não se consuma por circunstâncias alheias à vontade do agente."
Há várias teorias tentando identificar o início da execução de um crime, bem como separá-la da mera preparação. Embora haja situações onde seja clara a constituição da tentativa, aqueles casos em que apenas não se obtém o resultado esperado (o crime objeto de tentativa), todo o resto sendo executado, os casos em que outro elemento qualquer é eliminado do conjunto, ainda que por forças alheias à vontade do agente, são bem mais difíceis de julgar.
Há o caso especial dos crimes impossíveis, em que a tentativa, do ponto de vista do agente, é finalizada. Nesses casos, dada a impossibilidade do crime, a justiça não aplica a punição para a tentativa, embora o agente possa responder por outro crime, conforme o caso.